# VR Sr2 sorozat
A VR Sr2 sorozat egy finn Bo'Bo' tengelyelrendezésű 25 kV 50 Hz AC áramrendszerű villamosmozdony-sorozat. Összesen 46 darabot gyártott belőle az SLM, az Adtranz és a Bombardier 1996 és 2003 között. A sorozat megegyezik az SBB Re 460-as sorozattal és a BLS Re 465 sorozattal.